# Caminho da mão esquerda e caminho da mão direita

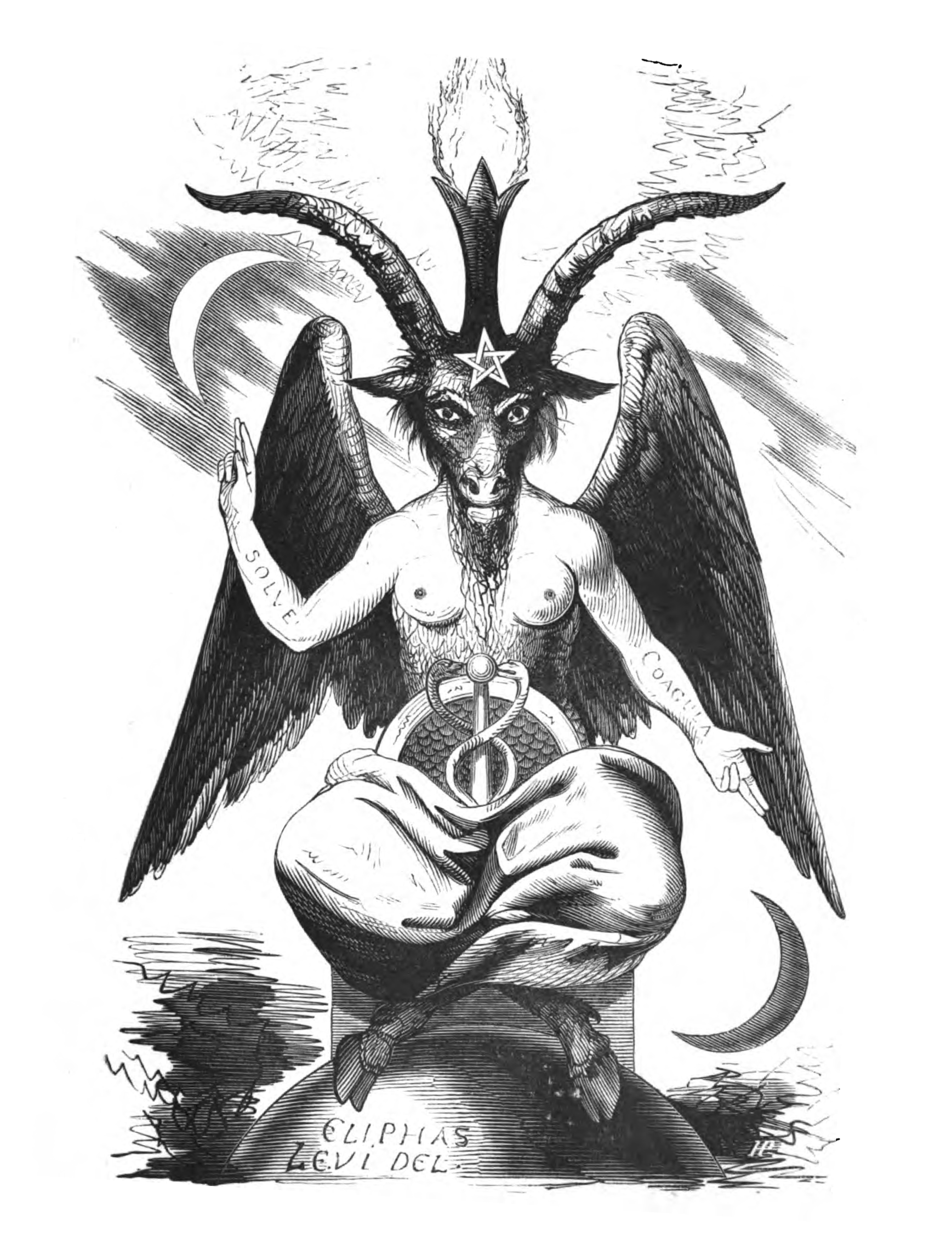
Baphomet, conforme a gravura no Dogme et Rituel de la Haute Magie do ocultista francês Eliphas Levi, 1854, é um símbolo adotado tanto pelas religiões e sistemas de crença da mão direita quanto da mão esquerda.

Os termos caminho da mão esquerda (latim: via sinistrae) e caminho da mão direita (via dexterae) são uma dicotomia entre duas filosofias opostas encontradas na tradição esotérica ocidental. Abrangem vários grupos envolvidos com o ocultismo e a magia cerimonial. Os termos têm origem no trabalho de Helena Blavatsky com base na dicotomia hinduísta entre o que em sânscrito se definia como Vamamarga e Dakshinachara, respectivamente. 

## Descrição
Pode-se resumir que a filosofia do caminho da mão esquerda na seguinte máxima: "Seja feita a minha vontade!", denotando a forte aderência aos princípios éticos do individualismo, em nítida oposição a tudo que fundamenta moralmente o caminho da mão direita.
Em essência, as duas formas são práticas que buscam o contato e domínio daquilo que alguns ocultistas como Kenneth Grant chamam de deus oculto individual e daquilo que Carl Jung definia como sombra ou poder do subconsciente.
Tal acesso e subsequente controle do subconsciente seria supostamente realizável por meio de diversas e variadas técnicas mágicas e ritualísticas, com trabalhos em meio à natureza (desde matas a ermos) e, principalmente, considerando a importância e a participação do feminino e masculino.

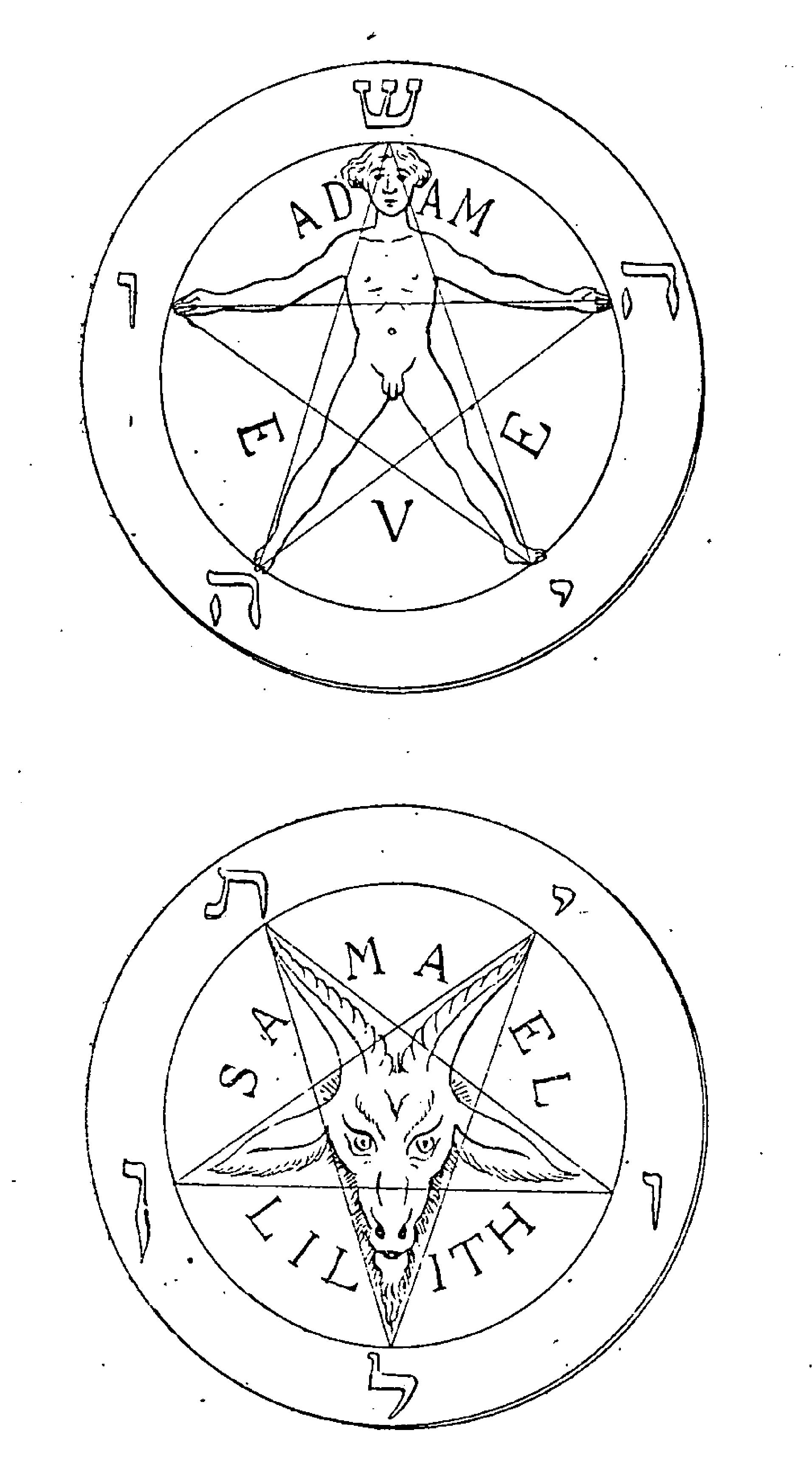
O Pentagrama superior é "branco", também chamado de "Pentagrammaton" e tém o vértice principal apontado para cima!
Já o Pentagrama inferior é "preto", chamado de Pentáculo invertido de Leviatã.

A diferença entre ambas formas de magia está em que, enquanto o caminho da mão esquerda é associado a propósitos autocentrados e moralmente dúbios, o da mão direita é associado a objetivos altruístas ou virtuosos; assim, por exemplo, wiccanos e magos de linha branca trabalham no caminho da mão direita com práticas de curandeirismo e magia protetora, enquanto os satanistas e os magos de linha negra trabalham no da mão esquerda com intenção de infligir medo e prejuízo em outros (embora alguns estudiosos afirmem que a magia negra projetada para fora do grupo possa trazer benefícios a si).
Quebra de tabus sociais também é uma característica típica da via da mão esquerda, que não raro engloba diversas práticas de magia sexual e na utilização de símbolos e arquétipos associados ao mal pelo povo comum, como imagens de Satanás e rogação de pragas, com algumas vertentes (e.g. o satanismo laveyano) rejeitando qualquer noção espiritualista de deuses ou demônios, professando-se como ateístas e irreligiosos que meramente, e quando convém, utilizam rituais e símbolos religiosos como psicodramas catárticos.
Já os asseclas da mão direita são em grande parte reconstrucionistas do antigo paganismo. Eles adotam antigos conceitos de mente, corpo e espírito, legados da filosofia grega; procuram benefícios mútuos e altruístas; buscam a iluminação espiritual; e alguns evitam tabus que batam muito de frente com as convenções sociais (embora não aceitem grande parte da moralidade cristã).
Logicamente, nem todos os praticantes de magia e feitiçaria são extremistas quanto às suas práticas, e muitos aderem ao que alguns chamam de magia cinza; ou, como melhor definem os bokores e caplatas do vodu, o  "trabalho com ambas as mãos", i.e. a prática tanto do malefício quanto da assim chamada magia branca conforme a conveniência.
Dentre os que adotam e partilham dos conceitos do caminho da mão esquerda, estão os praticantes da magia do caos, os Aghori e os Tugues da Índia, os membros da ordem sueca Dragon Rouge e do satanismo, tanto o tradicional quanto o da Igreja de Satanás. Os principais estudiosos e divulgadores da via esquerda, atualmente, são: o inglês Kenneth Grant, autor de diversas obras de magia; e o erudito, porém discreto, Thomas Karlsson, fundador da já mencionada Dragon Rouge.
A via direita, no que lhe concerne, além de incluir as práticas supracitadas de curandeirismo e outras formas associadas à magia branca, inclui também, segundo alguns autores, a alta magia, a abordagem mais filosófica da magia que, antigamente, buscava a pedra filosofal, e que atualmente busca aquela suposta união com o mistério, com a Divindade, reservada aos iniciados e, por isso, precisa de uma dedicação e um estudo aprofundado para ser atingida. As tradições que se arraigam na mão direita são o hermetismo, a teosofia, bem como quase todas as religiões neo-pagãs - como a  Wicca, o druidismo, e os neo-paganismos  egípcio, celta, eslávico e germânico. Alguns autores incluem nesta classificação as filosofias esotéricas e exotéricas orientais, religiões e práticas místicas do budismo, hinduísmo, taoísmo e jainismo. E até outros, como Dione Fortune, incluem religiões abraâmicas como judaísmo, cristianismo e islamismo.
As críticas e detrações entre asseclas de ambas vias são constantes e notórias, com muitas discussões mais baseadas em opiniões pessoais do que em evidência fundamentada em estudos acadêmicos históricos, filosóficos, filológicos ou antropológicos. Muitos, como diversos supostos adeptos de Wicca a exemplo da mão direita, alegam que o termo bruxo (inglês: witch), são de posse exclusiva da Wicca para se referir a eles como sinônimo, e que termos como mago se referem apenas à magia cerimonial e feiticeiro aos adeptos da magia de outras religiões, como as de matriz africana e os da mão esquerda; já outros, como Anton LaVey a exemplo da via esquerda, negam a dicotomia entre magia branca e negra e utilizam o termo mão esquerda  (assim como o arquétipo de Satanás) apenas como rótulos úteis e convenientes e como meios visando um fim, e criticam ferrenhamente os asseclas da mão direita como hipócritas e falsos proprietários de terminologias  como bruxo, feiticeiro e mago, alegando que são termos universais justamente por serem vagos.